# Hojjatabad-e Sardi
Hojjatabad-e Sardi (em persa: حجت ابادسردي, também romanizado como Hojjatābād-e Sardī) é uma aldeia no Distrito Rural de Nehzatabad, no Distrito Central do Condado de Rudbar-e Jonubi, Província de Carmânia, no Irã. No censo de 2006, sua população era de 430 habitantes em 96 famílias.